# Faridża Zu’arec
Faridża Zu’arec (hebr.: פריג'א זוארץ, ang.: Frija Zoaretz, Fridja Zo-Aretz, ur. 7 grudnia 1907 w Libii, zm. 30 kwietnia 1993) – izraelski polityk, w latach 1955–1969 poseł do Knesetu z listy Narodowej Partii Religijnej (Mafdal).
W wyborach parlamentarnych w 1955 po raz pierwszy dostał się do izraelskiego parlamentu. Z sukcesem kandydował w 1959 i w 1961 roku. W wyborach parlamentarnych w listopadzie 1965 nie uzyskał reelekcji, ale już 1 grudnia zastąpił Szabbetaja Don-Jichję i powrócił do parlamentu.